# チェゼーナFC
チェゼーナFC（Cesena Football Club）は、イタリア・チェゼーナに本拠地を置くサッカークラブ。

## 歴史

### ACチェゼーナ
1940年設立。セリエA初昇格は1973-74シーズン。1975-76シーズンには6位でUEFAカップ出場権を獲得して周囲を驚かせたが、翌1976-77シーズンでは最下位に沈み、セリエBに降格した。その後は2度セリエAに在籍した。1990-91シーズンを最後にセリエAからは遠ざかっていたが、2009-10シーズンはセリエBを2位で終えて20シーズンぶりにセリエAに昇格したが、その後はセリエAとセリエBの行き来が続いた。
2018年に、給与未払いの問題でリーグから登録拒否をされ、クラブは破産となった。

### チェゼーナFC
ACチェゼーナの歴史を引き継ぐためのオークションが開かれたが、チェゼーナ市には既にAssociazione Sportiva Dilettantistica Romagna Centroというクラブが存在しており、チーム名の後ろにCesenaを付け歴史やクラブカラーを引き継ぐこととなった。2019年に現在のクラブ名に改称。

## タイトル

### 国内タイトル
- セリエC : 1回
  - 1967-68
- セリエC1 : 1回
  - 1997-98
- レガ・プロ・プリマ・ディヴィジオーネ : 1回
  - 2008-09
- コッパ・イタリア・セリエC ： 1回
  - 2003-04
- トロフェオ・ルガネージ : 1回
  - 2015

ユース
- カンピオナート・プリマヴェーラ : 2回
  - 1981-82, 1985-86
- トルネオ・ディ・ヴィアレッジョ : 1回
  - 1990
- カンピオナート・ベレッティ : 1回
  - 1994-95

### 国際タイトル
なし

## 過去の成績
| - 1959-60 セリエD 1位 昇格 - 1960-61 セリエC 15位 - 1961-62 セリエC 6位 - 1962-63 セリエC 10位 - 1963-64 セリエC 9位 - 1964-65 セリエC 9位 - 1965-66 セリエC 5位 - 1966-67 セリエC 5位 - 1967-68 セリエC 1位 昇格 - 1968-69 セリエB 16位 - 1969-70 セリエB 11位 - 1970-71 セリエB 16位 - 1971-72 セリエB 6位 - 1972-73 セリエB 2位 昇格 - 1973-74 セリエA 11位 - 1974-75 セリエA 11位 - 1975-76 セリエA 6位 - 1976-77 セリエA 16位 降格 - 1977-78 セリエB 9位 - 1978-79 セリエB 13位 - 1979-80 セリエB 4位 - 1980-81 セリエB 3位 昇格 - 1981-82 セリエA 10位 - 1982-83 セリエA 15位 降格 - 1983-84 セリエB 13位 - 1984-85 セリエB 12位 - 1985-86 セリエB 8位 - 1986-87 セリエB 3位 昇格 - 1987-88 セリエA 9位 | - 1988-89 セリエA 13位 - 1989-90 セリエA 12位 - 1990-91 セリエA 17位 降格 - 1991-92 セリエB 8位 - 1992-93 セリエB 9位 - 1993-94 セリエB 5位 - 1994-95 セリエB 8位 - 1995-96 セリエB 10位 - 1996-97 セリエB 18位 降格 - 1997-98 セリエC1 1位 昇格 - 1998-99 セリエB 13位 - 1999-2000 セリエB 17位 降格 - 2000-01 セリエC1 6位 - 2001-02 セリエC1 8位 - 2002-03 セリエC1 3位 - 2003-04 セリエC1 2位 昇格 - 2004-05 セリエB 16位 - 2005-06 セリエB 6位 - 2006-07 セリエB 16位 - 2007-08 セリエB 22位 降格 - 2008-09 レガ・プロ・プリマ・ディヴィジオーネ 1位 昇格 - 2009-10 セリエB 2位 昇格 |

| シーズン | ディビジョン        | ディビジョン | ディビジョン | ディビジョン | ディビジョン | ディビジョン | ディビジョン | ディビジョン | ディビジョン | コッパ・イタリア |
| シーズン | リーグ              | 試           | 勝           | 分           | 敗           | 得           | 失           | 勝ち点       | 順位         | コッパ・イタリア |
| -------- | ------------------- | ------------ | ------------ | ------------ | ------------ | ------------ | ------------ | ------------ | ------------ | ---------------- |
| 2010-11  | セリエA             | 38           | 11           | 10           | 17           | 38           | 50           | 43           | 15位         | 3回戦敗退        |
| 2011-12  | セリエA             | 38           | 4            | 10           | 24           | 24           | 60           | 22           | 20位         | ベスト16         |
| 2012-13  | セリエB             | 42           | 12           | 14           | 16           | 46           | 59           | 50           | 14位         | 4回戦敗退        |
| 2013-14  | セリエB             | 42           | 17           | 15           | 10           | 45           | 35           | 66           | 4位          | 3回戦敗退        |
| 2014-15  | セリエA             | 38           | 4            | 12           | 22           | 36           | 73           | 24           | 19位         | 4回戦敗退        |
| 2015-16  | セリエB             | 42           | 19           | 11           | 12           | 57           | 37           | 68           | 6位          | 4回戦敗退        |
| 2016-17  | セリエB             | 42           | 12           | 17           | 13           | 51           | 48           | 53           | 13位         | ベスト8          |
| 2017-18  | セリエB             | 42           | 11           | 17           | 14           | 55           | 61           | 50→35        | 22位         | 3回戦敗退        |
| 2018-19  | セリエD・ジローネF  | 38           | 25           | 8            | 5            | 70           | 29           | 83           | 1位          | —                |
| 2019-20  | セリエC ・ジローネB | 27           | 7            | 9            | 11           | 33           | 42           | 30           | 13位         | —                |
| 2020-21  | セリエC ・ジローネB | 38           | 15           | 12           | 11           | 51           | 42           | 57           | 7位          | —                |
| 2021-22  | セリエC ・ジローネB | 38           | 18           | 13           | 7            | 53           | 31           | 67           | 3位          | —                |
| 2022-23  | セリエC ・ジローネB |              |              |              |              |              |              |              | 位           |                  |

## 現所属メンバー
2021年7月16日現在
注：選手の国籍表記はFIFAの定めた代表資格ルールに基づく。
| No. | Pos. |          | 選手名                             |
| --- | ---- | -------- | ---------------------------------- |
| 2   | DF   | イタリア | レオナルド・ロンゴ                 |
| 3   | DF   | イタリア | ロザリオ・マッダローニ             |
| 4   | MF   | イタリア | ダヴィデ・ディ・ジェンナーロ       |
| 5   | MF   | イタリア | デメトリオ・ステッフェ             |
| 7   | FW   | イタリア | ジャコモ・ゼッカ                   |
| 8   | MF   | イタリア | リッカルド・ブラッチ               |
| 9   | FW   | イタリア | サルヴァトーレ・カトゥラーノ       |
| 10  | FW   | イタリア | シモーネ・ルッシーニ               |
| 11  | MF   | イタリア | ダヴィデ・ムナーリ                 |
| 13  | DF   | イタリア | ルカ・リッチ                       |
| 15  | DF   | イタリア | アンドレア・チョーフィ             |
| 17  | MF   | イタリア | フランチェスコ・アルディッツォーネ |

| No. | Pos. |            | 選手名                           |
| --- | ---- | ---------- | -------------------------------- |
| 20  | FW   | イタリア   | マッティア・ボルトルッシ         |
| 22  | GK   | サンマリノ | エリア・ベネデッティーニ         |
| 27  | DF   | イタリア   | ロレンツォ・ゴンネッリ           |
| 29  | MF   | イタリア   | フランチェスコ・カンパーニャ     |
| 30  | GK   | イタリア   | アレッサンドロ・ビッツィーニ     |
| 31  | MF   | イタリア   | ニコロ・ヴァッロッキア           |
| 32  | MF   | イタリア   | ニコラ・カペッリーニ             |
| 33  | GK   | イタリア   | ミケーレ・ナルディ               |
| -   | DF   | サンマリノ | フィリッポ・ファッブリ           |
| -   | MF   | イタリア   | カルロ・イラーリ                 |
| -   | FW   | イタリア   | トンマーゾ・レオン・ベルナルディ |

### ローン移籍
in
注：選手の国籍表記はFIFAの定めた代表資格ルールに基づく。
| No. | Pos. |          | 選手名                            |
| --- | ---- | -------- | --------------------------------- |
| 5   | MF   | イタリア | カリム・ラリビ (サッスオーロ)     |
| 11  | FW   | イタリア | アンドレア・コッコ (ペスカーラ)   |
| 14  | DF   | イタリア | アントニオ・バルツァノ (カリアリ) |
| 17  | FW   | イタリア | ジュゼッペ・パニコ (ジェノア)     |
| 18  | DF   | ガーナ   | アイザック・ドンコル (インテル)   |

| No. | Pos. |            | 選手名                                  |
| --- | ---- | ---------- | --------------------------------------- |
| 20  | DF   | イタリア   | ニコーラ・ファラースコ (ローマ)         |
| 33  | DF   | イタリア   | フランチェスコ・レンゼッティ (ジェノア) |
| 35  | MF   | ポーランド | バルトシュ・ウォルスキ (ジェノア)       |
| 41  | GK   | イタリア   | アンドレア・コルディ (ジェノア )        |

## 歴代監督
- 1989-1990  マルチェロ・リッピ
- 1990-1991  マルチェロ・リッピ →  it:Giampiero Ceccarelli →  Alberto Batistoni
- 1991-1992  アティーリオ・ペロッティ
- 1992-1993  Gaetano Salvemini →  アゼリオ・ビチーニ
- 1993-1994  ブルーノ・ボルキ
- 1994-1995  ブルーノ・ボルキ
- 1995-1996  マルコ・タルデッリ
- 1996-1997  マルコ・タルデッリ →  Giuseppe Marchioro →  Corrado Benedetti →  Giampiero Ceccarelli
- 1997-1998  it:Corrado Benedetti
- 1998-1999  アルベルト・カヴァジン
- 1999  it:Walter Nicoletti
- 1999-2000  Paolo Ammoniaci
- 2000  Fabrizio Tazzioli
- 2000  it:Paolo Ferrario
- 2000-2002  en:Walter De Vecchi
- 2002  it:Agatino Cuttone
- 2002-2003  ジュゼッペ・イアキーニ
- 2003-2008  ファブリツィオ・カストーリ
- 2008  ジョヴァンニ・ヴァヴァッソーリ
- 2008  ファブリツィオ・カストーリ
- 2008-2010  ピエルパオロ・ビゾーリ
- 2010-2011  マッシモ・フィッカデンティ
- 2011  マルコ・ジャンパオロ
- 2011-2012  ダニエレ・アッリゴーニ
- 2012  マリオ・ベレッタ
- 2012  ニコラ・カンペデッリ
- 2012-2014  ピエルパオロ・ビゾーリ
- 2014-2015  ドメニコ・ディ・カルロ
- 2015-2016  マッシモ・ドラーゴ
- 2016-2017  アンドレア・カンプローネ

## 歴代所属選手

### GK
- セバスティアーノ・ロッシ 1983-1984
- アルベルト･フォンタナ 1987-1988, 1989-1993
- フランチェスコ・アントニオーリ 1990, 2009-2012
- マルコ・バロッタ 1991
- エミリアーノ・ヴィヴィアーノ 2004-2005

### DF
- ダヴォル・ヨジッチ 1987-1993
- アレッサンドロ・ビアンキ 1983-1988, 1996-2001
- パオロ・トラメッツァーニ 1995-1996
- クリスティアン・テルリッツィ 2002-2003
- 長友佑都 2010-2011
- スティーヴ・フォン・ベルゲン 2010-2012
- ダビデ・サントン 2011
- ギジェルモ・ロドリゲス 2011-2012
- ゴンサロ・ブランドン 2012-2013

### MF
- ジュゼッペ・ドッセーナ 1978-1979
- マッシモ・ボニーニ 1979-1981
- パウロ・シーラス 1990-1991
- マッシモ・アンブロジーニ 1994-1995
- ミルコ・ヴァルディフィオーリ 2004-2008
- エセキエル・スケロット 2008-2010
- スティーヴン・アッピアー 2010-2011
- ルイス・ヒメネス 2010-2011

### FW
- ヴァルター・シャハナー 1981-1983
- ルジェーロ・リッツィテッリ 1984-1988, 2000-2001
- ダリオ・ヒュブナー 1992-1997
- ヘルマン・デニス 2002-2003
- パパ・ワイゴ 2005-2007
- エマヌエレ・ジャッケリーニ 2008-2011
- エリオン・ボグダニ 2010-2012
- イゴール・ブダン 2010-2011
- アドリアン・ムトゥ 2011-2012
- ホルヘ・マルティネス 2011-2012
- アブデルカデル・ゲザル 2011-2012
- ヴィンチェンツォ・イアクインタ 2012